# Kościół św. Jakuba w Bukowej Śląskiej
Kościół św. Jakuba – rzymskokatolicki kościół filialny w Bukowej Śląskiej. Świątynia należy do parafii św. Wawrzyńca w Woskowicach Małych w dekanacie Namysłów wschód, archidiecezji wrocławskiej. Dnia 4 lutego 1966 roku, pod numerem 1102/66, kościół został wpisany do rejestru zabytków województwa opolskiego.

## Historia kościoła
Pierwsze informacje o kościele w Bukowej Śląskiej pochodzą z 1400 roku. W XVI wieku została wybudowana drewniana świątynia, do której w 1666 roku oraz w 1687 roku dobudowano dwie murowane kaplice. Obecny kościół został wybudowany w latach 1786-1787, a jego fundatorem był ówczesny zarządca diecezji wrocławskiej Ernest von Strachwitz.
Wystrój wnętrz świątyni jest w stylach barokowym i neogotyckim. Na uwagę zasługuje m.in.:
- posąg św. Anny Samotrzeciej[3].

Organy wybudował Franciszek Majewski w 1787 roku.